# Domício Pedroso
Carlos Domício Moreira Pedroso (Curitiba, 28 de dezembro de 1930 - Curitiba, 7 de julho de 2014) foi um artista plástico e gravador brasileiro.
O interesse pelas artes ocorreu na adolescência, quando foi aluno de Guido Viaro no final da década de 1940, e formou-se, em 1952, na Escola de Belas Artes do Paraná. Em 1949, recebeu Menção Honrosa em um trabalho apresentado no 2° Salão de Belas Artes do Clube Concórdia, em Curitiba, e em 1958, realizou sua primeira exposição individual, quando apresentou seus trabalhos na Biblioteca Pública do Paraná, importante local de exposições nesta época. Entre 1959 e 1962, viveu em Paris, fazendo estágio no Centro de Informações da Unesco e na Radiodifusion Television Française, além de estudar na École Normale Supérieure de Saint Cloud, na área de comunicação visual (tornou-se o primeiro brasileiro formado em técnicas audiovisuais nos Cursos de Cinema, TV e Exposições), e no Institut d’Etudes Politiques. Ao retornar para Curitiba, organizou o Centro Audiovisual da Secretaria de Educação e Cultura para o Governo do Estado do Paraná. Na década de 1970, desenvolveu o salão de exposições do BADEP (Banco de Desenvolvimento do Paraná), tornando-se o seu programador e curador e na década de 1980, foi coordenador do Funarte - regional sul.
Ainda na década de 1950, estudou Engenharia na UFPR e Relações Públicas na Fundação Getúlio Vargas.
Domício participou e vivenciou movimentos artísticos desde a década de 1950, sendo um dos expoentes da modernidade do Paraná, quando este se afasta dos modelos preexistentes, sejam os acadêmicos ou os tradicionais, apresentando suas obras em várias exposições, como a Bienal de São Paulo de 1972, e seus trabalhos fazem parte de diversos acervos, como do Museu Metropolitano de Arte de Curitiba, do Museu Nacional de Belas Artes do Rio de Janeiro, da Biblioteca Nacional, do Museu Oscar Niemeyer e do Portland Art Museum, entre outros.